# Jucu de Mijloc
Jucu de Mijloc – wieś w Rumunii, w okręgu Kluż, w gminie Jucu. W 2011 roku liczyła 1029 mieszkańców.